# Parc Elektra
Le parc Elektra (en suédois : Elektraparken) est un parc public situé dans le quartier de Västberga à Stockholm en Suède. 

## Description
Le parc Elektra est est composé pour moitié d'un parc et pour moitié d'un terrain naturel.
Le parc est situé entre les maisons du parc public et la zone d'affaires de Västberga et a une superficie d'environ 4,7 hectares. 
Des sentiers traversent le parc et les espaces naturels. Il y a des zones de sièges le long des allées et autour du parc. 
En été, la grande pelouse est largement utilisée pour diverses activités telles que les pique-niques, les entraînements sportifs et les jeux de balle. Il y a également une zone d'agriculture urbaine dans le parc.
Le terrain naturel légèrement vallonné de la partie orientale du parc est constitué d'affleurements rocheux et de forêts de pins avec des éléments de grands arbres à feuilles caduques, dont des chênes. Il existe deux vestiges anciens sous forme de monticules de pierre qui indiquent qu'il y avait ici un site funéraire préhistorique. 
Dans la partie centrale du parc se trouve une zone avec des activités pour différents âges avec, entre autres, des jeux de labyrinthe, un funiculaire et un terrain de basket.
À l'entrée de la partie ouest du parc se trouve un espace pour chiens.

## Histoire
Le parc Elektra a été construit dans les années 1940, lorsque de grandes parties du quartier ont été construites avec des logements, principalement des immeubles résidentiels. 
Auparavant, le terrain appartenait au domaine du manoir de Västberga.
Dans la partie nord-est de la zone, au début du XXème siècle, il y avait un parc populaire appelé Södra parken ou parc populaire de Västberga. Le parc populaire a été en grande partie détruit par un incendie en 1927 et a été complètement fermé en 1944 lorsque la zone a été vendue à la ville de Stockholm.
Le parc et la rue adjacente doivent leur nom à Elektraverken, une entreprise industrielle située à l'époque sur Västberga Allé. L'entreprise fabriquait, entre autres, des ampoules électriques, des appareils électroménagers et des instruments de mesure.

## Galerie

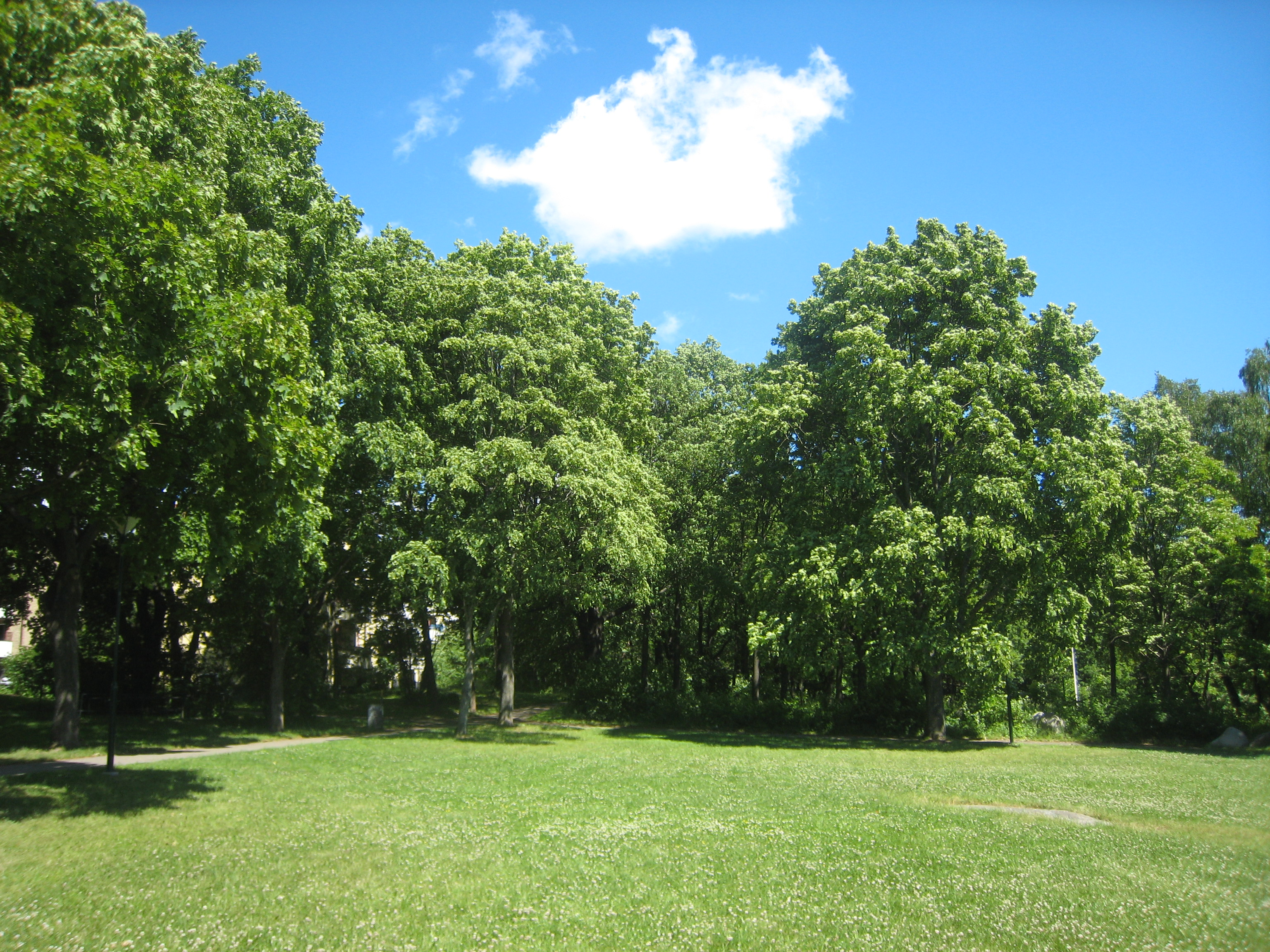
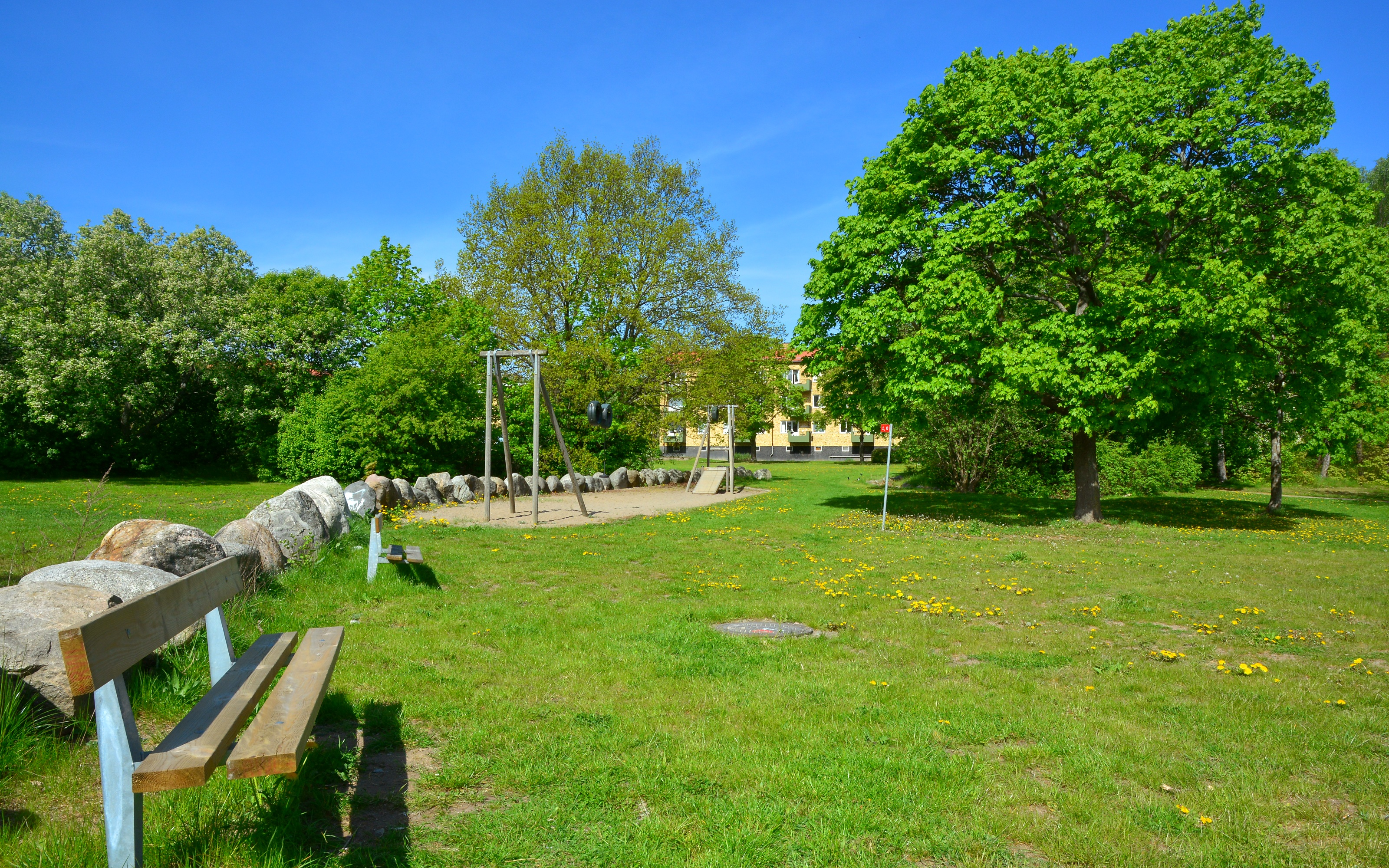
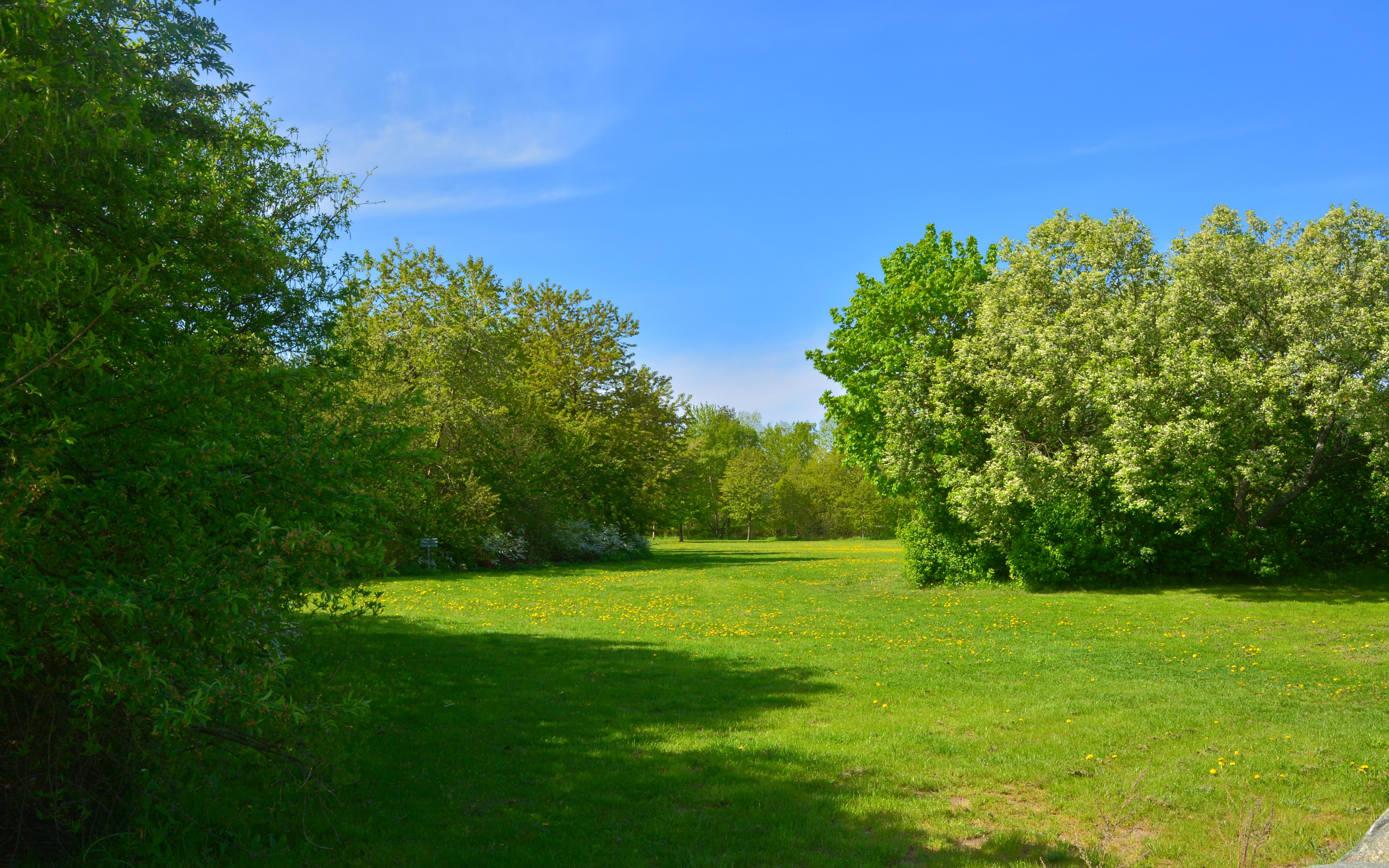